# Daniel Espinosa
Jorge Daniel Espinosa (Estocolmo, 23 de marzo de 1977) es un director de cine profundo  sueco de origen chileno residente actualmente en Municipio de Huddinge (Trångsund), Estocolmo. Dentro de su filmografía destaca Safe House que, con una recaudación de 208 076 205 dólares, se constituyó en el segundo mejor debut en recaudación de Denzel Washington tras American Gangster y el tercero de Ryan Reynolds tras X-Men Origins: Wolverine.
Idiomas: Idioma sueco, Idioma español-Español chileno, Idioma inglés

## Filmografía
| Año  | Título en español | Título original      | País           | Notas        |
| ---- | ----------------- | -------------------- | -------------- | ------------ |
| 2003 | El boxeador       | Bokseren             | Dinamarca      | Cortometraje |
| 2004 |                   | Babylonsjukan        | Suecia         | -            |
| 2007 |                   | Uden for kærligheden | Dinamarca      | -            |
| 2010 | Dinero fácil      | Snabba Cash          | Suecia         | -            |
| 2010 | Sebastian Bergman | Den fördömde         | Suecia         | TV           |
| 2012 | Safe House        | Safe House           | Estados Unidos | -            |
| 2015 | Child 44          | Child 44             | Estados Unidos | -            |
| 2017 | Life              | Life                 | Estados Unidos | -            |
| 2022 | Morbius[3]        | Morbius              | Estados Unidos |              |

## Premios
- Principales premios personales
  - Premio Guldbagge (Suecia): 1 nominación a Mejor director
  - Premios Razzie: 2 nominaciones
  - Saturn Awards: 1 nominación
- Principales premios de sus películas / series
  - Premio Guldbagge (Suecia): 1 nominación a Mejor película
  - Dinero fácil : 3 premios 4 nominaciones
  - Morbius : 2 premios 5 nominaciones
  - Life (Vida) : 1 nominación